# Glencoe, Minnesota
Glencoe är administrativ huvudort i McLeod County i Minnesota. Glencoe hade 5 631 invånare enligt 2010 års folkräkning. Orten grundades den 16 maj 1855.

## Kända personer från Glencoe
- Share Pedersen, basist